# Nu Andromedae
Désignations
Nu Andromedae (ν Andromedae / ν And) est une étoile binaire de la constellation boréale d'Andromède. Elle est visible à l’œil nu avec une magnitude apparente de 4,5, située à peine plus d'un degré à l'ouest de la galaxie d'Andromède. Elle est distante d'environ ∼ 620 a.l. (∼ 190 pc) de la Terre et elle se rapproche du Soleil à une vitesse radiale de −23,9 km/s.

## Propriétés
ν Andromedae est une binaire spectroscopique avec une orbite quasiment circulaire de 4,282 8 jours. La paire est âgée d'environ 63 millions d'années. La composante primaire est une étoile bleu-blanc de la séquence principale de type spectral B5 V. Elle est environ 6 fois plus massive que le Soleil. La composante secondaire, plus faible, est une étoile jaune-blanc de la séquence principale de type spectral F8 V. Le couple est 1 104 fois plus lumineux que le Soleil et sa température de surface est de 14 851 K.

## Nom
En chinois, ν Andromedae est connue sous le nom de 奎宿七 (Kuí Sù qī, c'est-à-dire la « Septième Étoile des Jambes ». Elle fait partie de l'astérisme des Jambes (en chinois 
奎宿 Kuí Sù), qui comprend outre ν Andromedae, η Andromedae, 65 Piscium, ζ Andromedae, ε Andromedae, δ Andromedae, π Andromedae, μ Andromedae, β Andromedae, σ Piscium, τ Piscium, 91 Piscium, υ Piscium, φ Piscium, χ Piscium et ψ¹ Piscium.